# Save Tonight
Save Tonight è un singolo del cantante Eagle-Eye Cherry tratto dall'album Desireless.

## Video
Il video musicale è in bianco e nero ed è stato girato nel 1997 a Södermalm, un quartiere di Stoccolma.
Nella scena iniziale s'intravede di spalle in un negozio d'abbigliamento femminile un uomo che compra dei collant. Lo stacco successivo vede un altro uomo che saluta delle persone, entra in una salumeria per acquistare una bottiglia di vino ed esce, non prima però di aver salutato il macellaio. Questi è impegnato a spaccare un pezzo di carne con un mannarino ma viene bruscamente interrotto da un rapinatore (lo stesso tizio che aveva acquistato i collant all'inizio) che, con i collant che gli coprono il viso e una mano in tasca a simulare una pistola, ruba i soldi dal registratore di cassa, mangia del cibo e scappa. Il macellaio, rimasto per tutto il tempo con le mani in alto, ode il rumore di una brusca frenata e va verso la porta a vedere cos'è successo; il rumore era quello di un pick-up che ha accidentalmente investito il rapinatore.
A quel punto accorrono in aiuto dell'uomo alcune persone le quali, intuendo dai collant indossati in testa che si tratti di un rapinatore, gli svelano il volto, lo immobilizzano, lo strattonano e lo portano via a forza. Dopo che il pick-up se n'è andato la scena si sposta su un uomo che a bordo strada sta suonando una chitarra attorniato da alcune persone per poi passare a un senzatetto che, forse per il trambusto appena avvenuto, si leva dai cartoni nei quali stava dormendo e cerca di bere da una bottiglia che purtroppo risulta vuota. Torna allora l'uomo che aveva acquistato la bottiglia di vino in salumeria, con la suddetta bottiglia e un piccolo mazzo di fiori in mano, il quale, dopo aver dato qualche spicciolo in elemosina al senzatetto, va via; in quel mentre il senzatetto torna a coricarsi tra i cartoni e ricompare il rapinatore che va via zoppicando, lasciando intendere che è stato malmenato.
I personaggi dell'uomo con la bottiglia di vino, del macellaio, del rapinatore, del guidatore del pick-up, del chitarrista e del senzatetto sono interpretati tutti da Eagle-Eye Cherry.

## Tracce e formati
- Cassette

1. Save Tonight - 3:55
2. Conversation - 4:55

- CD single

1. Save Tonight - 3:55
2. Save Tonight (Bacon & Quarmby remix) - 3:36
3. Conversation - 4:55

- CD Enhanced maxi single

1. Save Tonight (radio edit) - 3:59
2. Save Tonight (Bacon & Quarmby remix) - 3:36
3. Conversation - 4:53
4. Save Tonight (video) - 3:09

## Classifiche
| Classifica (1998)                | Posizione raggiunta |
| -------------------------------- | ------------------- |
| Austrian Singles Chart           | 17                  |
| Belgian Singles Chart            | 9                   |
| Dutch Mega Singles Top 100       | 9                   |
| French Singles Chart             | 11                  |
| German Singles Chart             | 18                  |
| New Zealand RIANZ Singles Charts | 35                  |
| Norwegian Singles Chart          | 9                   |
| Swedish Top 100 Singles          | 2                   |
| Swiss Singles Chart              | 7                   |
| UK Top 75 Singles                | 6                   |

| Classifica (1998)                 | Posizione raggiunta |
| --------------------------------- | ------------------- |
| U.S. Billboard Adult Top 40       | 3                   |
| U.S. Billboard Modern Rock Tracks | 8                   |
| U.S. Billboard Hot 100            | 5                   |
| U.S. Billboard Top 40 Mainstream  | 1                   |
| U.S. Billboard Top 40 Tracks      | 1                   |
| U.S. Billboard Adult Recurrents   | 1                   |